# Норбю (Самсё)
Но́рбю (дат. Nordby) — село в Дании, в северной части острова Самсё в Балтийском море. Административно относится к коммуне Самсё в области Центральная Ютландия. Расположено севернее Транебьерга.
Со смотровой площадки, в 2 км к западу от Норбю в ясную погоду открывается вид на окрестности порта Эбельтофт, острова Ельм, Тунё и Эннелаве, а также бухту Орхус-Бугт.